# Награды Волгоградской области
Награды Волгоградской области — награды субъекта Российской Федерации Волгоградской области, учреждённые Волгоградской областной Думой на основании Закона Волгоградской области от 11 апреля 2014 года № 61-ОД «О наградах Волгоградской области» и прошедшие полное обновление в соответствии с Законом Волгоградской области от 28 декабря 2022 года № 131-ОД «О наградах Волгоградской области».
Награды Волгоградской области являются формой поощрения граждан, коллективов организаций и организаций, за значительный вклад в социально-экономическое развитие Волгоградской области, большие заслуги и достижения в государственной, производственной, научно-исследовательской, социальной, культурной, общественной, благотворительной и иной деятельности.
Согласно Закону Волгоградской области от 28 декабря 2022 года № 131-ОД, в Волгоградской области устанавливаются следующие виды наград:
- высшая награда — почётное звание «Почётный гражданин Волгоградской области»;
- ордена Волгоградской области;
- медали Волгоградской области;
- почётные знаки Волгоградской области;
- почётные звания Волгоградской области;
- почётный штандарт Губернатора Волгоградской области;
- почётная грамота и благодарственное письмо Волгоградской областной Думы;
- почётная грамота и благодарность Губернатора Волгоградской области.

Также, к значимым юбилеям исторических событий и важным мероприятиям, отдельными законодательными актами, могут учреждаться памятные и юбилейные награды Волгоградской области.

## Перечень наград

### Высшая награда
| Изображение награды                                | Наименование награды                                       | Дата учреждения      | Правила награждения | Источник                                                                                        |
| -------------------------------------------------- | ---------------------------------------------------------- | -------------------- | --- | ----------------------------------------------------------------------------------------------- |
| Нагрудный знак Почётного гражданина Лацканный знак | Почётное звание «Почётный гражданин Волгоградской области» | 28 декабря 2022 года | Почётное звание «Почётный гражданин Волгоградской области» является высшей наградой Волгоградской области, учреждаемой в целях признания выдающихся заслуг граждан, имеющих знаки общественного и государственного отличия, внёсших значительный вклад в развитие Волгоградской области, способствовавших росту её авторитета в глазах российской и мировой общественности. Ежегодно присваивается не более двух почётных званий «Почётный гражданин Волгоградской области». Основанием для ходатайства о присвоении почётного звания «Почётный гражданин Волгоградской области» является устойчивый общепризнанный авторитет гражданина у жителей Волгоградской области, обретенный длительной общественной, культурной, научной, политической, хозяйственной и иной деятельностью с выдающимися результатами для Волгоградской области, подтверждаемой документально. Лицу, удостоенному почётного звания, вручаются: - нагрудный знак «Почётный гражданин Волгоградской области» и удостоверение к нему, подписываемое председателем Волгоградской областной Думы и Губернатором Волгоградской области; - выплачивается единовременное денежное вознаграждение. Почётные граждане Волгоградской области пользуются льготами и преференциями, их имена заносятся в Книгу почётных граждан Волгоградской области. | Закон Волгоградской области от 28 декабря 2022 года № 131-ОД «О наградах Волгоградской области» |

### Ордена
| Изображение награды | Наименование награды                                 | Дата учреждения      | Правила награждения | Источник                                                                                        |
| ------------------- | ---------------------------------------------------- | -------------------- | --- | ----------------------------------------------------------------------------------------------- |
|                     | Орден «За заслуги перед Волгоградской областью»      | 28 декабря 2022 года | Орденом «За заслуги перед Волгоградской областью» награждаются граждане и организации за особо выдающиеся заслуги в социально-экономическом развитии Волгоградской области, достижения в государственной, производственной, научно-исследовательской и иной деятельности, способствующей процветанию Волгоградской области и её населения. Награждение орденом «За заслуги перед Волгоградской областью», как правило, производится при наличии у награждаемых медали ордена «За заслуги перед Волгоградской областью». Вручение ордена «За заслуги перед Волгоградской областью» и удостоверения к нему производится в торжественной обстановке Губернатором Волгоградской области и приурочивается, как правило, ко Дню России (12 июня). | Закон Волгоградской области от 28 декабря 2022 года № 131-ОД «О наградах Волгоградской области» |
|                     | Орден Святого благоверного князя Александра Невского | 28 декабря 2022 года | Орденом Святого благоверного князя Александра Невского награждаются граждане, организации, воинские части за особо выдающиеся заслуги в укреплении российской государственности, сохранении и приумножении духовно-нравственных традиций народов, населяющих Волгоградскую область, патриотическое, духовное, нравственное воспитание молодежи, за проявленные доблесть, мужество и отвагу при исполнении воинского, служебного или гражданского долга, охране правопорядка, ликвидации стихийных бедствий и чрезвычайных ситуаций, выдающийся вклад в укрепление законности, охрану жизни и здоровья граждан, защиту их прав и свобод. Награждение орденом Святого благоверного князя Александра Невского, как правило, производится при условии наличия у награждаемых медали ордена Святого благоверного князя Александра Невского. Вручение ордена Святого благоверного князя Александра Невского и удостоверения к нему производится в торжественной обстановке Губернатором Волгоградской области и приурочивается ко дням воинской славы России, памятным датам Волгоградской области. | Закон Волгоградской области от 28 декабря 2022 года № 131-ОД «О наградах Волгоградской области» |
|                     | Орден «За укрепление дружбы и согласия»              | 28 декабря 2022 года | Орденом «За укрепление дружбы и согласия» награждаются граждане и организации за особо выдающиеся заслуги в укреплении международного авторитета Волгоградской области, дружбы и сотрудничества между Волгоградской областью и иностранными государствами, другими субъектами Российской Федерации, в развитии экономических, торговых, научных, технических, социальных, культурных связей и промышленного потенциала, эффективной инвестиционной, благотворительной и общественной деятельности, способствующей развитию Волгоградской области. Вручение ордена «За укрепление дружбы и согласия» и удостоверения к нему производится в торжественной обстановке Губернатором Волгоградской области и приурочивается, как правило, к памятным датам Российской Федерации и Волгоградской области. | Закон Волгоградской области от 28 декабря 2022 года № 131-ОД «О наградах Волгоградской области» |

### Медали
| Изображение награды | Наименование награды                                                 | Дата учреждения      | Правила награждения | Источник                                                                                        |
| ------------------- | -------------------------------------------------------------------- | -------------------- | --- | ----------------------------------------------------------------------------------------------- |
|                     | Медаль ордена «За заслуги перед Волгоградской областью»              | 28 декабря 2022 года | Медалью ордена «За заслуги перед Волгоградской областью» награждаются граждане за выдающиеся заслуги и высокие достижения в производственной, экономической, культурной, общественной, благотворительной, иной деятельности, направленной на развитие Волгоградской области, достижение благополучия населения Волгоградской области. Награждение медалью ордена «За заслуги перед Волгоградской областью», как правило, производится при наличии у награждаемых иных наград Волгоградской области. Вручение медали ордена «За заслуги перед Волгоградской областью» и удостоверения к ней производится в торжественной обстановке Губернатором Волгоградской области. | Закон Волгоградской области от 28 декабря 2022 года № 131-ОД «О наградах Волгоградской области» |
|                     | Медаль ордена Святого благоверного князя Александра Невского         | 28 декабря 2022 года | Медалью ордена Святого благоверного князя Александра Невского награждаются граждане, организации, воинские части за выдающиеся заслуги в патриотическом, духовном, нравственном воспитании молодежи, за высокие достижения в деятельности, способствующей возрождению и сохранению исторических, культурных, духовных традиций Волгоградской области, за смелые и решительные действия при исполнении воинского, служебного, гражданского долга, защите конституционных прав граждан. Награждение медалью ордена Святого благоверного князя Александра Невского, как правило, производится при наличии у награждаемых иных наград Волгоградской области. Вручение медали ордена Святого благоверного князя Александра Невского и удостоверения к ней производится в торжественной обстановке Губернатором Волгоградской области. | Закон Волгоградской области от 28 декабря 2022 года № 131-ОД «О наградах Волгоградской области» |
|                     | Медаль «За доблестный труд на благо Волгоградской области»           | 28 декабря 2022 года | Медалью «За доблестный труд на благо Волгоградской области» награждаются граждане за выдающиеся заслуги и трудовые достижения в экономике, науке, культуре, просвещении, здравоохранении, в осуществлении мер по обеспечению законности, прав и свобод граждан, а также в других сферах трудовой деятельности, имеющие стаж работы в организациях, расположенных на территории Волгоградской области, не менее 10 лет. Награждение медалью «За доблестный труд на благо Волгоградской области», как правило, производится при наличии у награждаемых иных наград Волгоградской области. Вручение медали «За доблестный труд на благо Волгоградской области» и удостоверения к ней производится в торжественной обстановке Губернатором Волгоградской области. | Закон Волгоградской области от 28 декабря 2022 года № 131-ОД «О наградах Волгоградской области» |
|                     | Медаль «За вклад в развитие социальной сферы»                        | 28 декабря 2022 года | Медалью «За вклад в развитие социальной сферы» награждаются граждане и организации за выдающиеся заслуги в развитии культуры, образования, здравоохранения, иных отраслей социальной сферы общественной жизни Волгоградской области, выдающуюся научно-исследовательскую, информационно-просветительную деятельность, иные заслуги перед Волгоградской областью. Награждение медалью «За вклад в развитие социальной сферы», как правило, производится при наличии у награждаемых иных наград Волгоградской области. Вручение медали «За вклад в развитие социальной сферы» и удостоверения к ней производится в торжественной обстановке Губернатором Волгоградской области. Граждане, награжденные медалью «За вклад в развитие социальной сферы», получают право на включение их в состав общественных советов при органах исполнительной власти Волгоградской области, уполномоченных в социальной сфере. | Закон Волгоградской области от 28 декабря 2022 года № 131-ОД «О наградах Волгоградской области» |
|                     | Медаль «За доблесть и мужество»                                      | 28 декабря 2022 года | Медалью «За доблесть и мужество» награждаются граждане за проявленные доблесть, мужество и отвагу при исполнении воинского, служебного или гражданского долга, охране правопорядка, ликвидации стихийных бедствий и чрезвычайных ситуаций, за спасение человеческих жизней, выполнение особо важных заданий, сопряженных с риском для жизни. Вручение медали «За доблесть и мужество» и удостоверения к ней производится в торжественной обстановке Губернатором Волгоградской области. | Закон Волгоградской области от 28 декабря 2022 года № 131-ОД «О наградах Волгоградской области» |
|                     | Медаль «За общественное служение»                                    | 28 декабря 2022 года | Медалью «За общественное служение» награждаются граждане и организации за активную благотворительную и общественную деятельность в Волгоградской области. Вручение медали «За общественное служение» и удостоверения к ней производится в торжественной обстановке Губернатором Волгоградской области или по его поручению вице-губернатором — руководителем аппарата Губернатора Волгоградской области, или первым заместителем Губернатора Волгоградской области, или заместителем Губернатора Волгоградской области. Граждане, награжденные медалью «За общественное служение», получают право на включение их в состав общественных советов при органах исполнительной власти Волгоградской области, уполномоченных в сфере деятельности, заслуги в которой явились основанием для их награждения. | Закон Волгоградской области от 28 декабря 2022 года № 131-ОД «О наградах Волгоградской области» |
|                     | Медаль «Мир. Дружба. Согласие»                                       | 28 декабря 2022 года | Медалью «Мир. Дружба. Согласие» награждаются граждане и организации за выдающиеся заслуги в развитии и укреплении межнациональных отношений, межконфессионального согласия в Волгоградской области, заслуги в сфере реализации государственной национальной политики Российской Федерации на территории Волгоградской области. Вручение медали «Мир. Дружба. Согласие» и удостоверения к ней производится в торжественной обстановке Губернатором Волгоградской области или по его поручению вице-губернатором - руководителем аппарата Губернатора Волгоградской области, или первым заместителем Губернатора Волгоградской области, или заместителем Губернатора Волгоградской области. Граждане, награжденные медалью «Мир. Дружба. Согласие», получают право на включение в состав общественного совета при органе исполнительной власти Волгоградской области, уполномоченном в сфере государственной национальной политики, межнациональных отношений, взаимодействия с религиозными объединениями, действующими на территории Волгоградской области. | Закон Волгоградской области от 28 декабря 2022 года № 131-ОД «О наградах Волгоградской области» |
|                     | Медаль «За развитие и укрепление казачества в Волгоградской области» | 28 декабря 2022 года | Медалью «За развитие и укрепление казачества в Волгоградской области» награждаются граждане, организации за выдающиеся заслуги в развитии и укреплении казачества в Волгоградской области, высокий профессионализм и безупречное исполнение обязанностей, связанных с несением государственной и иной службы казачества на территории Волгоградской области. Вручение медали «За развитие и укрепление казачества в Волгоградской области» и удостоверения к ней производится в торжественной обстановке Губернатором Волгоградской области или по его поручению вице-губернатором — руководителем аппарата Губернатора Волгоградской области, или первым заместителем Губернатора Волгоградской области, или заместителем Губернатора Волгоградской области, или руководителем органа исполнительной власти Волгоградской области, уполномоченного в сфере государственной политики Российской Федерации в отношении российского казачества. | Закон Волгоградской области от 28 декабря 2022 года № 131-ОД «О наградах Волгоградской области» |

### Почётные знаки
| Изображение награды | Наименование награды                                                       | Дата учреждения                                              | Правила награждения | Источник |
| ------------------- | -------------------------------------------------------------------------- | ------------------------------------------------------------ | --- | --- |
|                     | Почётный знак «За безупречную службу Волгоградской области» I степени      | 28 декабря 2022 года                                         | Почётным знаком «За безупречную службу Волгоградской области» награждаются граждане, замещающие (замещавшие) государственные должности Волгоградской области, должности государственной гражданской службы Волгоградской области, муниципальные должности и должности муниципальной службы Волгоградской области, должности федеральной государственной гражданской службы территориального органа федерального органа в Волгоградской области, за безупречную и эффективную службу, профессионализм, внесение значительного личного вклада в укрепление государственности, социально-экономическое развитие Волгоградской области, достижение значительных результатов в служебной деятельности, высокую культуру исполнения должностных обязанностей. Почётный знак «За безупречную службу Волгоградской области» имеет три степени: - Знаком III степени — награждаются граждане при замещении соответствующих должностей не менее 10 лет; - Знаком II степени — награждаются граждане при замещении соответствующих должностей не менее 15 лет; - Знаком I степени — награждаются граждане при замещении соответствующих должностей не менее 20 лет. Высшей степенью почётного знака является I степень. Награждение почётным знаком «За безупречную службу Волгоградской области» осуществляется последовательно, от III степени к I степени. При наличии соответствующего стажа работы гражданин может быть награждён почётным знаком более высокой степени без соблюдения последовательности награждения. Гражданам, награждённым почётным знаком, выплачивается единовременное материальное вознаграждение в размере, определяемом нормативным правовым актом Губернатора Волгоградской области; | Закон Волгоградской области от 28 декабря 2022 года № 131-ОД «О наградах Волгоградской области» |
|                     | Почётный знак «За безупречную службу Волгоградской области» II степени     | 28 декабря 2022 года                                         | См. «Правила награждения почётным знаком «За безупречную службу Волгоградской области» I степени». | Закон Волгоградской области от 28 декабря 2022 года № 131-ОД «О наградах Волгоградской области» |
|                     | Почётный знак «За безупречную службу Волгоградской области» III степени    | 28 декабря 2022 года                                         | См. «Правила награждения почётным знаком «За безупречную службу Волгоградской области» I степени». | Закон Волгоградской области от 28 декабря 2022 года № 131-ОД «О наградах Волгоградской области» |
|                     | Почётный знак «За труд и пользу»                                           | 28 декабря 2022 года                                         | Почётным знаком «За труд и пользу» награждаются граждане за высокий профессионализм, проявленное усердие в решении задач социально-экономического развития Волгоградской области, за вклад в реализацию национальных проектов и приоритетных проектов Волгоградской области, за активное участие в волонтерской деятельности, за осуществление конкретных и полезных дел, позволивших существенным образом улучшить условия жизни населения Волгоградской области. | Закон Волгоградской области от 28 декабря 2022 года № 131-ОД «О наградах Волгоградской области» |
|                     | Почётный знак «Почётный наставник»                                         | 28 декабря 2022 года                                         | Почётным знаком «Почётный наставник» награждаются лучшие наставники, осуществляющие содействие молодым рабочим, специалистам и служащим в их профессиональном становлении. | Закон Волгоградской области от 28 декабря 2022 года № 131-ОД «О наградах Волгоградской области» |
|                     | Почётный знак «Хранитель традиций»                                         | 28 декабря 2022 года                                         | Почётным знаком «Хранитель традиций» награждаются граждане, организации, внёсшие значительный вклад в дело сохранения и приумножения культурного, природного, исторического наследия Волгоградской области, её промышленного, научного, технического потенциала, развитие здравоохранения, образования, воспитание молодежи, информационно-просветительную деятельность. | Закон Волгоградской области от 28 декабря 2022 года № 131-ОД «О наградах Волгоградской области» |
|                     | Почётный знак «Материнская слава»                                          | 28 декабря 2022 года                                         | Почётным знаком «Материнская слава» награждаются многодетные матери, внёсшие значительный вклад в воспитание и развитие детей, ответственно относящиеся к семье и выполнению родительского долга. Многодетным матерям, награждённым почётным знаком Волгоградской области «Материнская слава», выплачивается единовременное материальное вознаграждение в размере, определяемом нормативным правовым актом Губернатора Волгоградской области. | Закон Волгоградской области от 28 декабря 2022 года № 131-ОД «О наградах Волгоградской области» |
|                     | Почётный знак «Забота о детстве»                                           | 28 декабря 2022 года                                         | Почётным знаком «Забота о детстве» награждаются граждане, коллективы граждан, организации, внёсшие значительный вклад в социальную поддержку и охрану здоровья детей, их всестороннее развитие и воспитание. Гражданам, награждённым почётным знаком Волгоградской области «Забота о детстве», выплачивается единовременное материальное вознаграждение в размере, определяемом нормативным правовым актом Губернатора Волгоградской области. | Закон Волгоградской области от 28 декабря 2022 года № 131-ОД «О наградах Волгоградской области» |
|                     | Почётный знак «За заслуги в развитии законодательства и парламентаризма»   | 6 декабря 2012 года --- статут обновлён 28 декабря 2022 года | Почётным знаком «За заслуги в развитии законодательства и парламентаризма» награждаются граждане, внёсшие значительный вклад в развитие законодательства и парламентаризма Волгоградской области. Почётным знаком Волгоградской области «За заслуги в развитии законодательства и парламентаризма» не могут быть награждены депутаты Волгоградской областной Думы в период исполнения ими своих полномочий. | Постановление Волгоградской областной Думы от 6 декабря 2012 года № 77/3324 «Об учреждении почётного знака Волгоградской областной Думы "За заслуги в развитии законодательства и парламентаризма"» --- Закон Волгоградской области от 28 декабря 2022 года № 131-ОД «О наградах Волгоградской области» |
|                     | Почётный знак «За отличие при защите и обеспечении безопасности населения» | 28 декабря 2022 года                                         | Почётным знаком «За отличие при защите и обеспечении безопасности населения» награждаются граждане, принимавшие активное участие в осуществлении мероприятий, направленных на защиту населения и территорий от чрезвычайных ситуаций природного и техногенного характера, обеспечение безопасности людей на водных объектах, пожарной безопасности, гражданской обороны, в проведении поисково-спасательных и аварийно-спасательных работ. | Закон Волгоградской области от 28 декабря 2022 года № 131-ОД «О наградах Волгоградской области» |
|                     | Почётный знак «За преданность родной земле»                                | 28 декабря 2022 года                                         | Почётным знаком «За преданность родной земле» награждаются граждане за значительный вклад в развитие сельских территорий Волгоградской области, сохранение и приумножение их исторического, культурного наследия, экономического потенциала. | Закон Волгоградской области от 28 декабря 2022 года № 131-ОД «О наградах Волгоградской области» |
|                     | Почётный знак «Первая высота»                                              | 28 декабря 2022 года                                         | Почётным знаком «Первая высота» награждаются постоянно проживающие на территории Волгоградской области граждане в возрасте до 23 лет включительно, проявившие выдающиеся способности и добившиеся значительных результатов в научной, общественной деятельности, творчестве, спорте и других видах деятельности. | Закон Волгоградской области от 28 декабря 2022 года № 131-ОД «О наградах Волгоградской области» |

### Почётные звания
| Изображение награды | Наименование награды                  | Дата учреждения      | Правила награждения | Источник                                                                                        |
| --- | ------------------------------------- | -------------------- | --- | ----------------------------------------------------------------------------------------------- |
| Народный учитель Волгоградской области Народный врач Волгоградской области Почётный работник социальной сферы Волгоградской области Заслуженный деятель искусств Волгоградской области | Почётные звания Волгоградской области | 28 декабря 2022 года | Почётные звания Волгоградской области присваиваются за особые заслуги в области производства, науки, здравоохранения, образования, культуры и искусства, а также за выдающиеся достижения и высокое мастерство в профессиональной деятельности. В Волгоградской области установлены следующие почётные звания: - почётное звание «Народный врач Волгоградской области»; - почётное звание «Народный учитель Волгоградской области»; - почётное звание «Почетный работник социальной сферы Волгоградской области»; - почётное звание «Заслуженный архитектор Волгоградской области»; - почётное звание «Заслуженный деятель искусств Волгоградской области»; - почётное звание «Заслуженный деятель науки Волгоградской области»; - почётное звание «Заслуженный работник дорожного хозяйства Волгоградской области»; - почётное звание «Заслуженный работник жилищно-коммунального хозяйства Волгоградской области»; - почётное звание «Заслуженный работник здравоохранения Волгоградской области»; - почётное звание «Заслуженный работник культуры Волгоградской области»; - почётное звание «Заслуженный работник образования Волгоградской области»; - почётное звание «Заслуженный работник печати и массовых коммуникаций Волгоградской области»; - почётное звание «Заслуженный работник промышленности Волгоградской области»; - почётное звание «Заслуженный работник сельского хозяйства Волгоградской области»; - почётное звание «Заслуженный работник социальной защиты населения Волгоградской области»; - почётное звание «Заслуженный работник торговли и сферы оказания услуг Волгоградской области»; - почётное звание «Заслуженный работник транспорта Волгоградской области»; - почётное звание «Заслуженный работник физической культуры Волгоградской области»; - почётное звание «Заслуженный работник финансово-экономической сферы Волгоградской области»; - почётное звание «Заслуженный спасатель Волгоградской области»; - почётное звание «Заслуженный строитель Волгоградской области»; - почётное звание «Заслуженный эколог Волгоградской области»; - почётное звание «Заслуженный энергетик Волгоградской области»; - почётное звание «Заслуженный юрист Волгоградской области». Лицам, которым присвоено почётное звание Волгоградской области, вручается удостоверение и соответствующий нагрудный знак. | Закон Волгоградской области от 28 декабря 2022 года № 131-ОД «О наградах Волгоградской области» |

### Другие награды
| Изображение награды | Наименование награды                                 | Дата учреждения                                             | Правила награждения | Источник |
| ------------------- | ---------------------------------------------------- | ----------------------------------------------------------- | --- | --- |
|                     | Почётный штандарт Губернатора Волгоградской области  | 28 декабря 2022 года                                        | Почётный штандарт Губернатора Волгоградской области является формой поощрения воинских частей, организаций, осуществляющих свою деятельность на территории Волгоградской области, и их трудовых коллективов за особый вклад в реализацию социальной и экономической политики Волгоградской области, заслуги в деле социально-экономического развития Волгоградской области, особое отличие, проявленное при охране законности и обеспечении правопорядка, защите конституционных прав и свобод граждан, образовательной деятельности, а также существенный вклад в развитие местного самоуправления на территории Волгоградской области. Награждение Почётным штандартом осуществляется по итогам работы за календарный год, предшествующий году внесения ходатайства о награждении. По инициативе Губернатора Волгоградской области награждение Почётным штандартом осуществляется за особый вклад в организацию и проведение на высоком профессиональном уровне на территории Волгоградской области общественно значимых мероприятий в текущем календарном году. Вручение Почётного штандарта производится в торжественной обстановке Губернатором Волгоградской области или по его поручению вице-губернатором — руководителем аппарата Губернатора Волгоградской области, или первым заместителем Губернатора Волгоградской области, или заместителем Губернатора Волгоградской области. Почётный штандарт находится на хранении у награждённого один год со дня вручения. Воинская часть, организация, награждённые Почётным штандартом Губернатора Волгоградской области, вправе разместить его над входом в занимаемое административное здание, с правой стороны от государственного флага Российской Федерации и флага Волгоградской области с соблюдением требований, установленных законом, либо поместить его для обозрения в ином установленном ими месте с соблюдением необходимых условий сохранности. | Закон Волгоградской области от 28 декабря 2022 года № 131-ОД «О наградах Волгоградской области» |
|                     | Почётная грамота Волгоградской областной Думы        | 12 марта 2015 года --- статут обновлён 28 декабря 2022 года | Почётной грамотой Волгоградской областной Думы награждаются граждане и организации за многолетний добросовестный труд на территории Волгоградской области, высокие профессиональные достижения, за существенный вклад в развитие законодательства, в деятельность законодательного органа государственной власти Волгоградской области, представительных органов местного самоуправления в Волгоградской области и (или) в связи с юбилейными датами граждан и организаций, профессиональными праздниками и памятными днями. Награждение граждан Почётной грамотой Волгоградской областной Думы осуществляется при наличии у них стажа работы на территории Волгоградской области не менее 15 лет и (или) при наличии ранее полученных государственных наград Российской Федерации, отраслевых наград федерального органа государственной власти, органа государственной власти Волгоградской области. Организации награждаются Почётной грамотой Волгоградской областной Думы при условии осуществления этой организацией деятельности на территории Волгоградской области не менее пяти лет. Условия и порядок награждения Почётной грамотой Волгоградской областной Думы определяются постановлением Волгоградской областной Думы. | Постановление Волгоградской областной Думы от 12 марта 2015 года № 12/694 «Об учреждении Положения о видах награждения Волгоградской областной Думы» --- Закон Волгоградской области от 28 декабря 2022 года № 131-ОД «О наградах Волгоградской области» |
|                     | Почётная грамота Губернатора Волгоградской области   | 28 декабря 2022 года                                        | Почётной грамотой Губернатора Волгоградской области награждаются: - граждане — за многолетний добросовестный труд на территории Волгоградской области, высокие профессиональные достижения и в связи с юбилейными датами граждан и организаций, профессиональными праздниками и памятными датами; за выполнение особо важных заданий, большой вклад в социально-экономическое развитие Волгоградской области, проявленное мужество при выполнении воинского или гражданского долга, за победу в смотрах, конкурсах и смотрах-конкурсах; - организации — за достижения в сфере социально-экономического, культурного, научного развития Волгоградской области, в связи с юбилейными датами организаций, профессиональными праздниками и памятными датами; за выполнение особо важных заданий, большой вклад в социально-экономическое развитие Волгоградской области, за победу в смотрах, конкурсах и смотрах-конкурсах; - воинские части — за высокие показатели в боевой подготовке; в связи с юбилейными датами воинских частей, профессиональными праздниками и памятными датами; - муниципальные образования — за большой вклад в социально-экономическое развитие Волгоградской области; за победу в смотрах, конкурсах и смотрах-конкурсах. | Закон Волгоградской области от 28 декабря 2022 года № 131-ОД «О наградах Волгоградской области» |
|                     | Благодарственное письмо Волгоградской областной Думы | 12 марта 2015 года --- статут обновлён 28 декабря 2022 года | Благодарственным письмом Волгоградской областной Думы награждаются граждане и организации за добросовестный труд на территории Волгоградской области, высокие профессиональные достижения, за существенный вклад в развитие законодательства, в деятельность законодательного органа государственной власти Волгоградской области, представительных органов местного самоуправления в Волгоградской области и (или) в связи с юбилейными датами граждан и организаций, профессиональными праздниками и памятными днями. В целях награждения Благодарственным письмом Волгоградской областной Думы юбилейными датами для граждан являются 50 лет, 55 лет (для женщин), 60 лет и каждые последующие пять лет; для организаций, воинских частей — 10 лет со дня создания организации, воинской части и каждые последующие пять лет. Условия и порядок награждения Благодарственным письмом Волгоградской областной Думы определяются постановлением Волгоградской областной Думы. | Постановление Волгоградской областной Думы от 12 марта 2015 года № 12/694 «Об учреждении Положения о видах награждения Волгоградской областной Думы» --- Закон Волгоградской области от 28 декабря 2022 года № 131-ОД «О наградах Волгоградской области» |
|                     | Благодарность Губернатора Волгоградской области      | 28 декабря 2022 года                                        | Благодарность Губернатора Волгоградской области объявляется гражданам, в том числе иностранным гражданам и лицам без гражданства, организациям, в том числе государственным органам, органам местного самоуправления, соединениям и воинским частям Вооруженных Сил Российской Федерации, соединениям и воинским частям войск национальной гвардии Российской Федерации, в том числе являющимся юридическими лицами, и муниципальным образованиям за значительный вклад в социально-экономическое развитие Волгоградской области, активное участие в организации и проведении мероприятий, имеющих важное социально-экономическое значение для Волгоградской области, выполнение особо важных заданий, благотворительную деятельность и иные заслуги перед Волгоградской областью. Решение об объявлении благодарности принимается Губернатором Волгоградской области. Благодарность Губернатора Волгоградской области вручается в торжественной обстановке Губернатором Волгоградской области, или вице-губернатором — руководителем аппарата Губернатора Волгоградской области, или первым заместителем Губернатора Волгоградской области, или заместителем Губернатора Волгоградской области, руководителем органа исполнительной власти Волгоградской области, заместителем руководителя аппарата Губернатора Волгоградской области, либо по их поручению иными лицами. | Закон Волгоградской области от 28 декабря 2022 года № 131-ОД «О наградах Волгоградской области» |

### Памятные и юбилейные награды
| Изображение награды | Наименование награды                                                                                 | Дата учреждения       | Правила награждения | Источник |
| ------------------- | --- | --------------------- | --- | --- |
|                     | Памятный знак «60 лет Победы в Сталинградской битве»                                                 | 31 ноября 2002 года   | Памятный знак Администрации Волгоградской области «60 лет Победы в Сталинградской битве» вручался: - проживающим в субъектах Российской Федерации, странах СНГ, Республиках Грузия, Латвия, Литва, Эстония лицам, награждённым медалью «За оборону Сталинграда»; - проживающим на территории Волгоградской области ветеранам Великой Отечественной войны, принимавшим участие в Сталинградской битве с 17 июля 1942 г. по 2 февраля 1943 г.; - проживающим на территории Волгоградской области вдовам погибших, умерших участников Сталинградской битвы. Памятный знак не даёт каких-либо дополнительных льгот, а является отличительным знаком принадлежности к участию в Сталинградской битве. Памятный знак носится на правой стороне груди, а при наличии орденов располагается ниже их. | Постановление Главы Администрации Волгоградской области от 31 ноября 2002 года № 835 «Об учреждении памятного знака Администрации Волгоградской области „60 лет Победы в Сталинградской битве“»                                       |
|                     | Памятный знак «65 лет Победы в Сталинградской битве»                                                 | 07 июня 2007 года     | Памятный знак Администрации Волгоградской области «65 лет Победы в Сталинградской битве» вручается от имени Главы Администрации Волгоградской области: - проживающим на территории Волгоградской области ветеранам Великой Отечественной войны, награждённым медалью «За оборону Сталинграда»; - проживающим на территории Волгоградской области ветеранам Великой Отечественной войны, принимавшим участие в Сталинградской битве с 17 июля 1942 г. по 2 февраля 1943 г.; - проживающим в субъектах Российской Федерации ветеранам Великой Отечественной войны, награждённым медалью «За оборону Сталинграда», по ходатайству руководителей субъектов Российской Федерации. Принадлежность к участию в Сталинградской битве определяют военные комиссариаты по перечням управлений, объединений, соединений, отдельных частей, учреждений и заведений, личный состав которых имеет право на получение медали за оборону, освобождение и взятие городов, указанных в перечне Генерального штаба Министерства обороны СССР от 1976 года, при персональном обращении ветеранов или предъявлении ими удостоверяющих архивных документов. Памятный знак носится на правой стороне груди ниже государственных и ведомственных наград после Памятного знака Администрации Волгоградской области «60 лет Победы в Сталинградской битве». | Постановление Главы Администрации Волгоградской области от 07 июня 2007 года № 962 «Об учреждении памятного знака Администрации Волгоградской области „65 лет Победы в Сталинградской битве“»                                         |
|                     | Памятный знак «70 лет Победы в Сталинградской битве»                                                 | 20 сентября 2012 года | Памятный знак Губернатора Волгоградской области «70 лет Победы в Сталинградской битве» вручается: - проживающим на территории Волгоградской области участникам Великой Отечественной войны, награждённым медалью «За оборону Сталинграда»; - проживающим на территории Волгоградской области участникам Великой Отечественной войны, принимавшим участие в Сталинградской битве с 17 июля 1942 г. по 02 февраля 1943 г.; - проживающим на территории Волгоградской области труженикам тыла, награждённым медалью «За оборону Сталинграда»; - проживающим на территории Волгоградской области вдовам (вдовцам) участников Великой Отечественной войны, награждённых медалью «За оборону Сталинграда» и участников Великой Отечественной войны, принимавших участие в Сталинградской битве с 17 июля 1942 г. по 02 февраля 1943 г.; - гражданам, имеющим статус «Дети Сталинграда». Памятный знак не является наградой Губернатора Волгоградской области и не даёт каких-либо дополнительных льгот, а является отличительным знаком принадлежности к участию в Сталинградской битве. Памятный знак носится на правой стороне груди и при наличии государственных и ведомственных наград располагается ниже их, после памятного знака Губернатора Волгоградской области «65 лет Победы в Сталинградской битве». | Постановление Губернатора Волгоградской области от 20 сентября 2012 года № 877 «Об учреждении памятного знака Губернатора Волгоградской области „70 лет Победы в Сталинградской битве“»                                               |
|                     | Памятный знак «75 лет Победы в Сталинградской битве»                                                 | 15 сентября 2017 года | Памятный знак Губернатора Волгоградской области «75 лет Победы в Сталинградской битве» вручается: - проживающим на территории Волгоградской области участникам Великой Отечественной войны, награждённым медалью «За оборону Сталинграда»; - проживающим на территории Волгоградской области участникам Великой Отечественной войны, принимавшим участие в Сталинградской битве с 17 июля 1942 г. по 02 февраля 1943 г.; - проживающим на территории Волгоградской области труженикам тыла, награждённым медалью «За оборону Сталинграда»; - проживающим на территории Волгоградской области вдовам (вдовцам) участников Великой Отечественной войны, награждённых медалью «За оборону Сталинграда» и участников Великой Отечественной войны, принимавших участие в Сталинградской битве с 17 июля 1942 г. по 02 февраля 1943 г.; - гражданам, имеющим статус «Дети Сталинграда»; - иным лицам в ознаменование 75-й годовщины разгрома советскими войсками немецко-фашистских войск в Сталинградской битве, в том числе лицам, принимавшим участие в подготовке и проведении мероприятий, приуроченных к празднованию указанной годовщины. Памятный знак не является наградой Губернатора Волгоградской области и не даёт каких-либо дополнительных льгот, а является отличительным знаком принадлежности к участию в Сталинградской битве. Памятный знак носится на правой стороне груди и при наличии государственных и ведомственных наград располагается ниже их, после памятного знака Губернатора Волгоградской области «70 лет Победы в Сталинградской битве». | Постановление Губернатора Волгоградской области от 15 сентября 2017 года № 583 «Об учреждении памятного знака Губернатора Волгоградской области „75 лет Победы в Сталинградской битве“» ---                                           |
|                     | Памятный знак «За участие в проведении чемпионата мира по футболу 2018 года в Волгоградской области» | 8 августа 2018 года   | Памятный знак Губернатора Волгоградской области «За участие в проведении чемпионата мира по футболу 2018 года в Волгоградской области» вручается гражданам Российской Федерации, иностранным гражданам и лицам без гражданства, принявшим активное участие в подготовке и проведении на территории Волгоградской области матчей, а также иных мероприятий чемпионата мира по футболу 2018 года. Решение о вручении Памятного знака принимается Губернатором Волгоградской области на основании ходатайства, поступившего от государственного органа Волгоградской области, органа местного самоуправления муниципального образования Волгоградской области, территориального органа федерального органа государственной власти. По решению Губернатора Волгоградской области вручение Памятного знака может производиться без предварительного ходатайства. Памятные знаки и бланки удостоверений к ним выдаются отделом государственных наград управления по вопросам государственной службы и кадров аппарата Губернатора Волгоградской области. Вручение памятных знаков и удостоверений к ним производится в торжественной обстановке. Памятный знак не является наградой Губернатора Волгоградской области. Памятный знак носится на правой стороне груди и при наличии государственных и ведомственных наград располагается ниже их. | Постановление Губернатора Волгоградской области от 8 августа 2018 года № 558 «Об учреждении памятного знака Губернатора Волгоградской области „За участие в проведении чемпионата мира по футболу 2018 года в Волгоградской области“» |
|                     | Памятный знак «80 лет Победы в Сталинградской битве»                                                 | 13 июля 2022 года     | Памятный знак Губернатора Волгоградской области «80 лет Победы в Сталинградской битве» вручается: - постоянно проживающим на территории Волгоградской области участникам Великой Отечественной войны, награждённым медалью «За оборону Сталинграда»; - постоянно проживающим на территории Волгоградской области участникам Великой Отечественной войны, принимавшим участие в Сталинградской битве; - постоянно проживающим на территории Волгоградской области лицам, проработавшим в тылу в период с 22 июня 1941 г. по 09 мая 1945 г. не менее шести месяцев, исключая период работы на временно оккупированных территориях СССР, награжденным медалью «За оборону Сталинграда»; - постоянно проживающим на территории Волгоградской области супругам погибших (умерших) участников Великой Отечественной войны, принимавших участие в Сталинградской битве, не вступившим в повторный брак; - постоянно проживающим на территории Волгоградской области гражданам, имеющим статус «Житель осажденного Сталинграда»; - иным лицам в ознаменование 80-й годовщины разгрома советскими войсками немецко-фашистских войск в Сталинградской битве, в том числе лицам, принимавшим участие в подготовке и проведении мероприятий, приуроченных к празднованию указанной годовщины. Памятный знак не является наградой Губернатора Волгоградской области и не даёт каких-либо дополнительных льгот. | Постановление Губернатора Волгоградской области от 13 июля 2022 года № 431 «Об учреждении памятного знака Губернатора Волгоградской области „80 лет Победы в Сталинградской битве“» ---                                               |

## Упразднённые награды
Упразднённые награды Волгоградской области — награды Волгоградской области которыми производились награждения вплоть до 1 января 2023 года. В соответствии с Законом Волгоградской области от 28 декабря 2022 года № 131-ОД «О наградах Волгоградской области» данные награды были упразднены.
Согласно пункта 4 статьи 26 Закона, награды Волгоградской области, присвоенные до вступления в силу Закона, а также правовые последствия, связанные с присвоением наград, были сохранены.
До 1 января 2023 года в Волгоградской области действовали следующие виды наград:

### Почётные звания
| Изображение награды                 | Наименование награды                                                                      | Дата учреждения                                                            | Правила награждения | Источник |
| ----------------------------------- | ----------------------------------------------------------------------------------------- | -------------------------------------------------------------------------- | --- | --- |
| Нагрудный знак Почётного гражданина | Почётное звание «Почётный гражданин Волгоградской области»                                | 13 ноября 2001 года --- статут и внешний вид обновлён 28 декабря 2022 года | Почётное звание «Почётный гражданин Волгоградской области» учреждено в целях признания выдающихся заслуг граждан, имеющих знаки общественного и государственного отличия, внесших значительный вклад в развитие Волгоградской области, способствовавших росту её авторитета в глазах российской и мировой общественности. Почётное звание является высшей наградой Волгоградской области и присваивается Волгоградской областной Думой гражданам Российской Федерации и иностранным гражданам исключительно за личные заслуги и достижения. Лицу, удостоенному почётного звания, вручаются: - грамота почётного гражданина Волгоградской области; - нагрудный знак почётного гражданина Волгоградской области и удостоверение к нему; - выплачивается единовременное денежное вознаграждение. Почётные граждане Волгоградской области пользуются льготами и преференциями, их имена заносятся в Книгу почётных граждан Волгоградской области. | Закон Волгоградской области «О Почётном гражданине Волгоградской области» от 13 ноября 2001 года № 624-ОД                         |
| Нагрудный знак к почётному званию   | Почётное звание «Заслуженный педагог Волгоградской области»                               | 31 декабря 2010 года --- упразднено 28 декабря 2022 года                   | Почётное звание «Заслуженный педагог Волгоградской области» является формой признания заслуг в педагогической и воспитательной деятельности, поощрения и стимулирования труда педагогических работников дошкольных, общеобразовательных, начального и среднего профессионального образования учреждений, высшего профессионального и послевузовского профессионального образования, учреждений дополнительного образования, специальных (коррекционных) учреждений, образовательных учреждений для детей-сирот, других учреждений, осуществляющих лицензированный образовательный процесс, а также органов управления в сфере образования, и научно-методических центров. Почётное звание присваивается педагогическим работникам, имеющим стаж работы в системе образования в Волгоградской области не менее 15 лет и проживающим в Волгоградской области: - за высокое профессиональное мастерство и многолетний добросовестный труд в системе образования в Волгоградской области; - за заслуги в педагогической и воспитательной деятельности, направленной на получение обучающимися и воспитанниками глубоких знаний, развитие и использование их творческого потенциала; - за создание научно-практических разработок, обеспечивающих эффективный процесс обучения и воспитания; - за успешное решение задач, связанных с реализацией приоритетных направлений образования в Волгоградской области. | Закон Волгоградской области «О Почётном звании „Заслуженный педагог Волгоградской области“» от 31 декабря 2010 года № 2144-ОД --- |
| Нагрудный знак к почётному званию   | Почётное звание «Заслуженный работник физической культуры и спорта Волгоградской области» | * --- упразднено 28 декабря 2022 года                                      | Почётное звание «Заслуженный работник физической культуры и спорта Волгоградской области» присваивается жителям Волгоградской области: тренерам, спортсменам, работникам физической культуры и спорта, наиболее отличившимся в спортивной сфере по совершенствованию системы физического воспитания населения, массовой физической культуры и спорта, спорта высших достижений, в укреплении материально-технической базы в сфере физической культуры и спорта, и иным лицам, внёсшим большой вклад в развитие физической культуры и спорта в Волгоградской области. | Приказ Министерства физической культуры и спорта Волгоградской области ---                                                        |

### Награды Губернатора Волгоградской области
| Изображение награды | Наименование награды                                                                     | Дата учреждения                                          | Правила награждения | Источник |
|                     | Медаль «За заслуги перед Волгоградской областью»                                         | 25 декабря 2012 года --- упразднена 28 декабря 2022 года | Медалью «За заслуги перед Волгоградской областью» награждаются жители Волгоградской области и другие граждане Российской Федерации, иностранные граждане и лица без гражданства: - за значительный вклад в социально-экономическое развитие Волгоградской области, большие заслуги и достижения в государственной, производственной, научно-исследовательской, социальной, культурной, общественной, благотворительной деятельности и иные заслуги перед Волгоградской областью; - за мужество и отвагу, проявленные при спасении человеческих жизней, а также за смелые и решительные действия при выполнении гражданского или служебного долга, особо важных заданий, сопряжённых с риском для жизни. Ходатайство о награждении медалью вносится на имя Губернатора Волгоградской области. Медаль «За заслуги перед Волгоградской областью» носится на левой стороне груди и при наличии государственных наград располагается ниже них. | Постановление Губернатора Волгоградской области от 25 декабря 2012 года № 1371 «Об учреждении медали „За заслуги перед Волгоградской областью“»                                                             |
|                     | Медаль «За развитие и укрепление казачества в Волгоградской области»                     | 18 октября 2013 года --- упразднена 28 декабря 2022 года | Медалью «За развитие и укрепление казачества в Волгоградской области» награждаются жители Волгоградской области и другие граждане Российской Федерации, иностранные граждане и лица без гражданства: - за значительный вклад в развитие и укрепление казачества в Волгоградской области; - за высокий профессионализм и безупречное исполнение обязанностей, связанных с несением государственной и иной службы казачества на территории Волгоградской области. Право на выдвижение кандидатов, представляемых к награждению медалью, имеют юридические лица, индивидуальные предприниматели в отношении лиц, состоящих с ними в трудовых отношениях, а также казачьи общества. Медаль «За развитие и укрепление казачества в Волгоградской области» носится на левой стороне груди и при наличии государственных наград располагается ниже них.                                                                                          | Постановление Губернатора Волгоградской области от 18 октября 2013 года № 1056 «Об учреждении медали „За развитие и укрепление казачества в Волгоградской области“» --- Изменения от 3 июля 2018 года № 467 |
|                     | Медаль «Мир. Дружба. Согласие»                                                           | 18 октября 2013 года --- упразднена 28 декабря 2022 года | Медалью «Мир. Дружба. Согласие» награждаются жители Волгоградской области и другие граждане Российской Федерации, иностранные граждане и лица без гражданства за значительный вклад в укрепление дружбы и сотрудничества между народами, проживающими на территории Волгоградской области. Решение о награждении медалью принимается Губернатором Волгоградской области и оформляется постановлением Губернатора Волгоградской области. Медаль «Мир. Дружба. Согласие» носится на левой стороне груди и при наличии государственных наград располагается ниже них. | Постановление Губернатора Волгоградской области от 18 октября 2013 года № 1055 «Об учреждении медали „Мир. Дружба. Согласие“» --- Изменения от 25 октября 2013 года № 1079                                  |
|                     | Нагрудный знак «За безупречную государственную гражданскую службу Волгоградской области» | 24 декабря 2012 года --- упразднён 28 декабря 2022 года  | Нагрудным знаком «За безупречную государственную гражданскую службу Волгоградской области» награждаются государственные гражданские служащие Волгоградской области за безупречную и эффективную государственную гражданскую службу, профессионализм, внесение значительного личного вклада в укрепление государственности, социально-экономическое развитие Волгоградской области, достижение значительных результатов в служебной деятельности, высокую культуру исполнения должностных обязанностей. Нагрудным знаком награждаются государственные гражданские служащие Волгоградской области, имеющие стаж государственной гражданской службы на территории Волгоградской области не менее 15 лет. Лицу, награждённому нагрудным знаком, выплачивается единовременное денежное поощрение. | Постановление Губернатора Волгоградской области от 24 декабря 2012 года № 1286 «Об учреждении нагрудного знака „За безупречную государственную гражданскую службу Волгоградской области“»                   |

### Почётные знаки и звания Губернатора Волгоградской области
| Изображение награды     | Наименование награды                                                                                       | Дата учреждения                                          | Правила награждения | Источник |
| ----------------------- | --- | -------------------------------------------------------- | --- | --- |
|                         | Почётный знак Губернатора Волгоградской области «Забота о детстве»                                         | 12 мая 2012 года --- упразднён 28 декабря 2022 года      | Награждение Почётным знаком Губернатора Волгоградской области «Забота о детстве» является формой поощрения граждан, внесших значительный вклад в социальную поддержку и охрану здоровья детей, их всестороннее развитие и воспитание. Почётным знаком за многолетнюю плодотворную деятельность в интересах детей награждаются граждане, проживающие в Волгоградской области и относящиеся к следующим категориям: - работники учреждений здравоохранения, образования, социального обслуживания населения, социальной защиты населения, культуры и искусства, физической культуры и спорта, молодёжных учреждений, правоохранительных органов, работающие с детьми и подростками; - работники органов государственной власти и органов местного самоуправления, занимающиеся проблемами детей и подростков; - работники негосударственных учреждений, занимающиеся проблемами детей и подростков; - члены общественных организаций, занимающиеся проблемами детей и подростков; - приемные родители, семьи которых созданы не менее 10 лет назад, воспитавшие не менее 5 приемных детей. Почётным знаком могут награждаться депутаты Государственной Думы, Федерального Собрания Российской Федерации и работники федеральных органов исполнительной власти, оказывающие существенную и систематическую помощь Волгоградской области в решении проблем детей, а также граждане, постоянно осуществляющие в значительных масштабах благотворительную деятельность в интересах детей. Граждане, представляемые к награждению Почётным знаком, должны проработать в отраслях или организациях, связанных с заботой о детях, не менее 10 лет (кроме приёмных родителей). | Постановление Губернатора Волгоградской области от 12 мая 2012 года № 325 «Об учреждении почётного знака Губернатора Волгоградской области „Забота о детстве“»                                                         |
|                         | Почётный знак Губернатора Волгоградской области «Материнская слава»                                        | 10 июля 2012 года --- упразднён 28 декабря 2022 года     | Награждение Почётным знаком Губернатора Волгоградской области «Материнская слава» является формой поощрения многодетных матерей, внесших значительный вклад в воспитание и развитие детей, ответственно относящихся к семье и выполнению родительского долга. Почётным знаком награждаются многодетные матери, проживающие на территории Волгоградской области, родившие пять и более детей, при условии достижения пятым ребёнком возраста трёх лет и при наличии в живых остальных детей этой матери. Многодетная мать должна состоять в браке, заключённом в органах записи актов гражданского состояния, вести здоровый образ жизни, обеспечивать надлежащий уровень заботы о здоровье, образовании, физическом, духовном и нравственном развитии детей, полное и гармоничное развитие их личности, подавать пример в укреплении института семьи и воспитании детей. При награждении Почётным знаком учитываются также дети: - усыновлённые многодетной матерью в установленном законом порядке; - погибшие или пропавшие без вести при защите Отечества или его интересов, при исполнении иных обязанностей военной службы и охраны правопорядка, погибшие при спасении человеческой жизни, в результате стихийных бедствий, террористических актов и техногенных катастроф, а также умершие вследствие ранения, контузии, увечья или заболевания, полученных при вышеуказанных обстоятельствах, либо вследствие трудового увечья или профессионального заболевания, полученных по вине работодателя. Многодетным матерям, награждённым Почётным знаком, выплачивается единовременное материальное вознаграждение.                                              | Постановление Губернатора Волгоградской области от 10 июля 2012 года № 585 «об учреждении Почётного знака Губернатора Волгоградской области „Материнская слава“»                                                       |
|                         | Почётный знак Губернатора Волгоградской области «Хранитель традиций»                                       | 19 июня 2012 года --- упразднён 28 декабря 2022 года     | Награждение Почётным знаком Губернатора Волгоградской области «Хранитель традиций» является формой поощрения граждан, внесших значительный вклад в дело сохранения и приумножения культурного наследия Волгоградской области. Почётным знаком награждаются граждане, имеющие стаж работы в области культуры и искусства не менее 15 лет, внесшие значительный вклад в развитие культуры Волгоградской области и получившие широкое общественное признание: - за активную деятельность в области изучения и собирания фольклора, предметов народного творчества, реставрации и консервации памятников археологии, истории и культуры; - за высокие достижения в научно-исследовательской деятельности, связанной с изучением уникальных объектов культуры и искусства (реликвий, произведений искусства, коллекций, документов, зданий и сооружений, архивных, музейных и библиотечных фондов); - за активное участие в создании и развитии культурно-просветительских учреждений, сохраняющих и развивающих народные традиции (музеев, библиотек, школ искусств, училищ и мастерских); - за развитие международных культурных связей и разработку межрегиональных программ культурного строительства. Почётным знаком также могут награждаться граждане, осуществляющие неоднократно и в значительных масштабах благотворительную деятельность в сфере культуры и искусства Волгоградской области, оказывающие практическую помощь юным талантам, творческой молодёжи, творческим ассоциациям и коллективам. | Постановление Губернатора Волгоградской области от 19 июня 2012 года № 483 «Об учреждении Почётного знака Губернатора Волгоградской области „Хранитель традиций“»                                                      |
|                         | Знак отличия «Почётный наставник»                                                                          | 8 ноября 2018 года --- упразднён 28 декабря 2022 года    | Знаком отличия «Почётный наставник» награждаются лучшие наставники молодежи из числа высококвалифицированных работников в различных сферах деятельности, проживающие на территории Волгоградской области, за личные заслуги на протяжении не менее пяти лет: - в содействии молодым рабочим, специалистам и служащим, в том числе молодым представителям творческих профессий, в успешном овладении ими профессиональными знаниями, навыками и умениями, в их профессиональном становлении; - в приобретении молодыми рабочими, специалистами и служащими опыта работы по специальности, формировании у них практических знаний и навыков, в том числе путем внедрения и успешной практической реализации новых методов наставничества с использованием информационно-коммуникационных технологий, платформ для дистанционного обучения, онлайн-сервисов и других современных высокотехнологичных инструментов взаимодействия; - в оказании постоянной и эффективной помощи молодым рабочим, специалистам и служащим в совершенствовании форм и методов работы; - в проведении действенной работы по воспитанию молодых рабочих, специалистов и служащих, повышению их общественной активности и формированию гражданской позиции. | Постановление Губернатора Волгоградской области от 8 ноября 2018 года № 750 «Об учреждении знака отличия „Почётный наставник“» ---                                                                                     |
| Нагрудный знак к званию | Звание Губернатора Волгоградской области «Мастер народного художественного промысла Волгоградской области» | 10 декабря 2012 года --- упразднено 28 декабря 2022 года | Звание «Мастер народного художественного промысла Волгоградской области» присваивается лицам, работающим не менее пяти лет в области народных художественных промыслов на территории Волгоградской области, а также: - сохраняющим в своих изделиях художественно-стилевые особенности, традиционные образные и художественно-выразительные средства; - сохраняющим в своём мастерстве художественно-технические приёмы, технологию, материалы, типы изделий и их формы, характерные для данного вида промысла; - передающим навыки своего мастерства ученикам; - участвующим в областных, межрегиональных, всероссийских и международных выставках, фестивалях, конкурсах, ярмарках народного художественного творчества. Решение о присвоении звания принимает художественно-экспертный совет по народным художественным промыслам Волгоградской области. Присвоение звания является основанием для выдачи заявителю удостоверения о звании «Мастер народного художественного промысла Волгоградской области» и нагрудного знака установленного образца. | Постановление Губернатора Волгоградской области от 10 декабря 2012 года № 1222 «Об учреждении звания „Мастер народного художественного промысла Волгоградской области“»                                                |
|                         | Почётная грамота и Благодарственное письмо Губернатора Волгоградской области                               | 12 июля 2012 года --- упразднены 28 декабря 2022 года    | Награждение Почётной грамотой Губернатора Волгоградской области и Благодарственным письмом Губернатора Волгоградской области является формой поощрения граждан и коллективов организаций независимо от формы собственности за их достижения и за заслуги перед Волгоградской областью. Почётной грамотой и Благодарственным письмом награждаются: - граждане — за многолетний добросовестный труд, высокие профессиональные достижения и в связи с юбилейными датами граждан и организаций, профессиональными праздниками и памятными датами; - коллективы организаций — за достижения в сфере социально-экономического, культурного, научного развития Волгоградской области в связи с юбилейными датами организаций, профессиональными праздниками и памятными датами; - граждане и коллективы организаций независимо от юбилейных, памятных дат и профессиональных праздников — за выполнение особо важных заданий, конкретный вклад в решение социально-экономических задач Волгоградской области, проявленное мужество при выполнении воинского или гражданского долга, за победу в смотрах и конкурсах. | Постановление Губернатора Волгоградской области от 12 июля 2012 года № 604 «Об утверждении положения о Почётной грамоте Губернатора Волгоградской области и Благодарственном письме Губернатора Волгоградской области» |

## Награды города Волгограда
Награды города Волгограда — награды используемые (наряду с наградами Волгоградcкой области) для награждения жителей областного центра — города Волгограда.
Награды учреждаются Решениями Волгоградской городской Думы и утверждаются Главой Волгограда.
Городские награды являются формой поощрения граждан и организаций за заслуги в экономике, совершенствовании системы городского самоуправления, жилищно-коммунального хозяйства, науке, культуре, спорте, искусстве, военной службе и иные заслуги перед городом Волгоградом.
| Изображение награды                                    | Наименование награды                                                                               | Дата учреждения       | Правила награждения | Источник |
| ------------------------------------------------------ | -------------------------------------------------------------------------------------------------- | --------------------- | --- | --- |
| Нагрудный знак Почётного гражданина                    | Звание «Почётный гражданин города-героя Волгограда»                                                | 27 ноября 1996 года   | Звание «Почётный гражданин города — героя Волгограда» присваивается Волгоградским городским Советом народных депутатов гражданам России и других государств, чья многолетняя плодотворная общественная, служебно-производственная, научная, творческая и иная деятельность получили широкое всероссийское и мировое признание, внесли значительный вклад в развитие Волгограда, рост его авторитета у российской и мировой общественности; имеющим знаки и звания общественного и государственного отличия. Имя Почётного гражданина заносится: - в книгу Почётных граждан города — героя Волгограда; - на стенды «Почётные граждане города», установленные в центре города и в здании администрации; - на табличку, установленную на фасаде дома, где живёт Почётный гражданин. Почётные граждане города — героя Волгограда пользуются льготами и преференциями предусмотренными Постановлением Волгоградского горсовета народных депутатов № 16/102. | Постановление Волгоградского горсовета народных депутатов от 27 ноября 1996 года № 16/102 «Об утверждении Положения о звании „Почётный гражданин города-героя Волгограда“»                                           |
| Нагрудный знак «Ветеран труда города-героя Волгограда» | Почётное звание «Ветеран труда города-героя Волгограда»                                            | 23 сентября 1999 года | Почётное звание «Ветеран труда города-героя Волгограда» присваивается гражданам Российской Федерации — жителям города-героя Волгограда, внёсшим весомый трудовой вклад в развитие города, повышение его экономического, социального и культурного потенциала. Почётное звание присваивается лицам, имеющим непрерывный трудовой стаж на предприятиях, в учреждениях и организациях Волгограда 40 и более лет, достигших пенсионного возраста и не имеющих медали «Ветеран труда». Почётное звание присваивается в месячный срок со дня обращения гражданина постановлением администрации Волгограда по представлению органов социальной защиты населения. Лицам, которым присвоено почётное звание «Ветеран труда города-героя Волгограда», вручается удостоверение «Ветеран труда города-героя Волгограда» установленного образца. | Постановление Администрации города Волгограда от 23 сентября 1999 года № 1225 «О Почётном звании „Ветеран труда города-героя Волгограда“»                                                                            |
|                                                        | Почётный знак «Материнская слава Волгограда»                                                       | 26 мая 2010 года      | Почётный знак города-героя Волгограда «Материнская слава Волгограда» является формой поощрения и общественного признания заслуг многодетных матерей в воспитании детей достойными гражданами Российской Федерации, формировании у них активной жизненной позиции и нравственных устоев, создании условий, обеспечивающих достижение ими высоких результатов в трудовой, учебной, творческой, спортивной и иной деятельности. Почётным знаком награждаются женщины, являющиеся гражданами Российской Федерации, постоянно проживающие на территории Волгограда не менее 10 лет, родившие (усыновившие) и воспитывающие (воспитавшие) пять и более детей. Женщинам, удостоенным награждения Почётным знаком, вручается Почётный знак и удостоверение к Почётному знаку, а также выплачивается единовременное материальное вознаграждение. Награждение Почётным знаком производится по достижении пятым ребёнком возраста 5 лет. | Решение Волгоградской городской Думы от 26 мая 2010 года № 33/983 «Об учреждении Почётного знака города-героя Волгограда „Материнская слава Волгограда“»                                                             |
|                                                        | Почётный знак «Родительская слава Волгограда»                                                      | 26 мая 2010 года      | Почётный знак города-героя Волгограда «Родительская слава Волгограда» является формой поощрения и общественного признания заслуг родителей (усыновителей) в воспитании детей достойными гражданами Российской Федерации, формировании у них активной жизненной позиции и нравственных устоев, создании условий, обеспечивающих достижение ими высоких результатов в трудовой, учебной, творческой, спортивной и иной деятельности. Почётным знаком награждаются родители (усыновители), являющиеся гражданами Российской Федерации, постоянно проживающие на территории Волгограда не менее 10 лет, родившие (усыновившие) и воспитавшие трёх и более детей до 18 лет. Каждому из родителей (усыновителей), удостоенных награждения Почётным знаком, вручается Почётный знак и удостоверение к Почётному знаку. | Решение Волгоградской городской Думы от 26 мая 2010 года № 33/984 «Об учреждении Почётного знака города-героя Волгограда „Родительская слава Волгограда“» ---                                                        |
|                                                        | Почётный знак «За верность Отечеству»                                                              | 28 мая 2014 года      | Почётный знак города-героя Волгограда «За верность Отечеству» является формой поощрения и общественного признания заслуг граждан Российской Федерации — жителей города-героя Волгограда за заслуги в государственной и общественной деятельности, личный вклад в решение социально-экономических задач Волгограда, высокие достижения в области науки, культуры, искусства и просвещения, в укреплении законности, охране здоровья и жизни, защите прав и свобод граждан, воспитании, развитии спорта, за значительный вклад в дело защиты Отечества и обеспечение безопасности граждан, за проявленный героизм и отвагу при ликвидации либо предотвращении чрезвычайных ситуаций, организации работ по спасению жизни людей в период стихийных бедствий, за активную благотворительную деятельность. | Решение Волгоградской городской Думы от 28 мая 2014 года № 13/394 «Об учреждении Почётного знака города-героя Волгограда „За верность Отечеству“» ---                                                                |
|                                                        | Почётный знак «За развитие добровольчества (волонтерства)»                                         | 20 декабря 2021 года  | Почётный знак города-героя Волгограда «За развитие добровольчества (волонтерства)» является нематериальной формой поощрения, общественного признания и благодарности за добровольческую (волонтерскую) деятельность в целях, указанных в пункте 1 статьи 2 Федерального закона от 11 августа 1995 г. № 135-ФЗ «О благотворительной деятельности и добровольчестве (волонтерстве)», или в иных общественно полезных целях, осуществляемую на территории города-героя Волгограда. Добровольческая (волонтерская) деятельность лица, представляемого к награждению Почётным знаком, может осуществляться в любой сфере, за исключением политической и религиозной. Почётным знаком награждаются граждане Российской Федерации, иностранные граждане, лица без гражданства за заслуги, достижения в сфере организации и развития добровольческой (волонтерской) деятельности при условии, что их добровольческая (волонтерская) деятельность осуществлялась на территории города-героя Волгограда не менее 1 года. | Решение Волгоградской городской думы от 20 декабря 2021 года № 58/898 «Об учреждении Почётного знака города-героя Волгограда "За развитие добровольчества (волонтерства)"»                                           |
|                                                        | Почётная грамота Администрации Волгограда и Благодарственное письмо Главы Администрации Волгограда | 31 мая 2001 года      | Почётная грамота Администрации Волгограда и Благодарственное письмо Главы Администрации Волгограда учреждены для поощрения предприятий, организаций, учреждений независимо от форм собственности, а также физических лиц в знак признания их заслуг перед городом — героем Волгоградом и его жителями. Основанием для награждения Почётной грамотой и Благодарственным письмом являются: - трудовые достижения в экономике, науке, культуре, искусстве, воспитании, просвещении, охране здоровья граждан, получившие признание жителей города — героя Волгограда; - образцовое выполнение воинского долга и воинская доблесть; - существенный вклад в развитие нормативной правовой базы местного самоуправления, защиту прав и свобод жителей города — героя Волгограда; - значительный вклад в решение социально — экономических и культурных задач города; - организация общественного содействия деятельности правоохранительных органов; - большой вклад в развитие межрегиональных отношений; - профессиональные праздники и юбилейные даты (для предприятий — 25 лет со дня основания и далее — каждые 25 лет, для граждан — 50, 55 (для женщин), 60 лет и далее — каждые последующие 10 лет). | Постановление Волгоградского горсовета народных депутатов от 31 мая 2001 г. № 28/406 «Об утверждении Положения о Почётной грамоте Администрации Волгограда и Благодарственном письме Главы Администрации Волгограда» |